# Denise Périgois
Denise Périgois est une femme pêcheur française, licenciée à la Fédération française de pêche sportive au coup, et dans le département de Maine-et-Loire.

## Palmarès
- Championne du monde de pêche sportive au coup en eau douce par équipes en 1995 (à  Availles-Limouzine (France));
- Vice-championne du monde de pêche sportive au coup en eau douce par équipes en 1996 (à Availles-Limouzine  (France, pour la seconde année consécutive)) et 1997 (à Penacova (Portugal));
- Triple championne de France de pêche sportive au coup en eau douce individuelle, en 1988 (à Limoges), 1990 (à Rieux), et 1993 (à Tours);
- Vice-championne de France de pêche sportive au coup en eau douce individuelle, en 2000 (à Alfortville);
- 3e du championnat de France de pêche sportive au coup en eau douce individuelle, en 1996 (à Bellegarde).